# Toxicodryas
Toxicodryas — рід змій родини полозових (Colubridae). Представники цього роду мешкають в Африці на південь від Сахари.

## Види
Рід Toxicodryas нараховує 4 види:
- Toxicodryas adamanteus Greenbaum et al., 2021
- Toxicodryas blandingii (Hallowell, 1844)
- Toxicodryas pulverulenta (Fischer, 1856)
- Toxicodryas vexator Greenbaum et al., 2021

## Етимологія
Наукова назва роду Toxicodryas походить від сполучення слів дав.-гр. τοξικος — отрута і δρυας — дріада (лісова німфа).